# Associazione Sportiva Cuoiopelli 1988-1989
Questa pagina raccoglie le informazioni riguardanti l'Associazione Sportiva Cuoiopelli nelle competizioni ufficiali della stagione 1988-1989.

## Rosa
|}
|}